# Ricotta iblea
La ricotta iblea è un latticino derivato dal siero di latte vaccino prodotto nel ragusano ed è riconosciuto come prodotto agroalimentare tradizionale italiano.

## Latte
Il latte utilizzato per produrre la classica ricotta iblea è quello della razza selvaggia e autoctona Modicana, produttrice di latte DOP, allevata allo stato brado principalmente sugli altopiani tra Modica e Ragusa, nei pascoli racchiusi nei classici muri a secco caratteristici della zona. La ricotta iblea può anche essere prodotta con latte misto cioè derivante da razze varie. Una delle particolarità è che al siero si aggiunge il latte intero e crudo (10% circa). Il latte del ragusano contiene sentori delle vegetazioni spontanee iblee come funghi freschi, arancia, erba appena tagliata e soprattutto tracce floreali tipiche della zona, come la calendula, l’anthemis, la malva silvestris, il geranio, il gelsomino.
Il fieno ibleo deriva dai foraggi in esubero che, se necessario, costituiscono una integrazione al pascolo. Questi fattori conferiscono al latte caratteristiche aromatiche uniche.

## Procedimento di preparazione secondo la tradizione ragusana

### Coagulazione del latte
Il latte fresco viene posto in un contenitore dove viene aggiunto del caglio (quagghiu in siciliano) solitamente di agnello e/o capretto o vitello. Si possono utilizzare anche rametti di fico tagliati. Il composto si miscela e si lascia riposare (circa un’ora) cosicché parte delle proteine fanno coagulare il latte. La massa omogenea che si ricava è detta cagliata (quagghiata) la quale viene “rotta” muovendola energicamente con un bastone in legno e viene addizionata ad acqua bollente (20%) lasciandola a riposo qualche minuto. Si compie in tal modo la separazione tra la tuma, ovvero la componente coagulata (che va a fondo), e il siero del latte (lacciata). La tuma si mette nella “mastredda” (un contenitore in legno) per fare poi il formaggio.

### Formazione della ricotta
Il siero di latte prodotto con la "rottura della cagliata", viene posto in un pentolone di rame stagnato (caurara), dove si aggiunge una esigua quantità di sale marino. Dopo la salatura si riscalda il tutto a 50/60 °C, viene aggiunto del latte fresco pari a circa il 10% della “lacciata” e si mescola il prodotto per evitare che si bruci sul fondo, usando il “minaturi”, una canna con alcune foglie secche di palma di San Pietro all’estremità.
Ogni tanto viene versato nel pentolone “u rrufriscu“ (letteralmente il rinfresco), cioè la cosiddetta “lacciata”, un liquido derivante dalla tuma precedentemente riposta all’interno di un mastello.
Qualche casaro utilizza anche la scotta (liquido che residua dalla tuma) del giorno precedente lasciata ad acidificare.
A 85 °C comincia a formarsi la ricotta e si mescola continuamente col “minaturi” fino alla temperatura di circa 90 °C, quando “vota u circu” ovvero quando avviene il distacco della massa della ricotta dal bordo del calderone.
Con l’utilizzo di una "cazza" ovvero un grande cucchiaio di rame allungato, dopo aver tolto la schiuma in superficie si raccoglie la ricotta e si pone nelle “cavagne” (contenitori di forma allungata fatti con listarelle di canne) dove il siero in eccesso fuoriesce dalle fessure laterali tra una listarella e l'altra. Per porre la ricotta nelle classiche fuscelle invece, viene usata la schiumarola. La ricotta iblea ha una percentuale di grassi dell'8% circa.

## Consumo della ricotta calda
Per il consumo della ricotta appena fatta, si utilizzano delle tipiche tazze in terracotta che hanno una forma mista tra un piatto fondo ed una scodella, solitamente viene accompagnata con del pane casereccio.

## Utilizzo nella pasticceria
Nella tradizione ragusana, oltre a quella ovina (utilizzata per lo più a tavola e raramente in pasticceria), è usata spesso la ricotta iblea (vedi mucca Modicana), dalla consistenza meno compatta, più spumosa, e dal sapore più delicato (richiamante la panna fresca e l'erba di campo).
La ricotta iblea infatti, contrariamente alla tradizione pasticciera della maggior parte della Sicilia, che vede utilizzare la ricotta di pecora, viene impiegata tradizionalmente nella pasticceria locale e in alcune aree del siracusano. Tra i dolci generalmente ritenuti tra i migliori dell'isola, figurano naturalmente anche quelli a base di ricotta iblea.